# أسطوانة منفردة

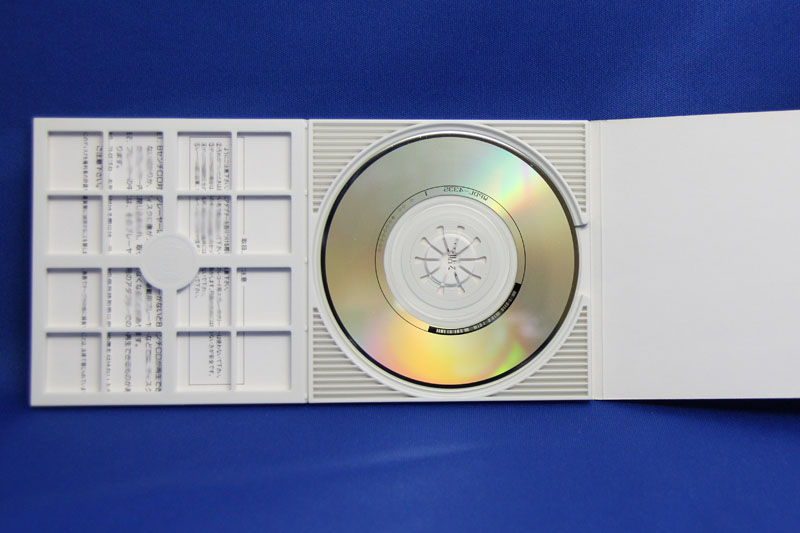

هي أغنية منفردة تأتي في إسطوانة مدمجة، هذه العبارة عرفت في منتصف الثمانينات، لكنها لم تكتسب سمعة في السوق حتى أوائل التسعينات، فرقة داير سترايتس بألبومهم «برذورز إن آرمز» 1985 قيل أنه أول ألبوم لإسطوانة منفردة في العالم